# Anthony Christiaan Winand Staring

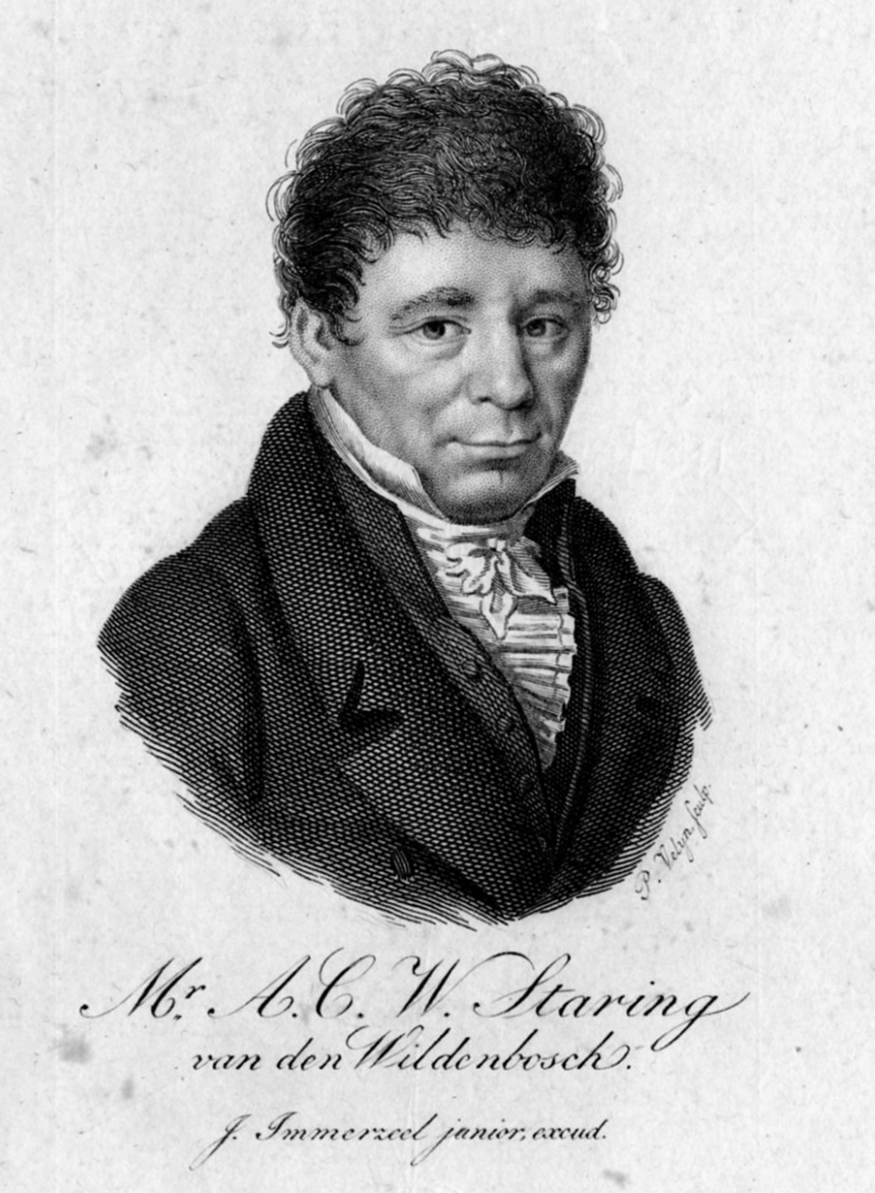
Anthony Christiaan Winand Staring

Anthony Christiaan Winand Staring (Gendringen, 24 de enero de 1767 - Vorden, 18 de agosto de 1840) fue un poeta holandés del romanticismo.

## Biografía
Aunque nació en Gendringen, pasó su juventud en el campo, en una aldea al sur de Gouderak, Gouda. Su padre trabajaba para la Compañía Holandesa de las Indias Orientales y fue destinado al cabo de Buena Esperanza, de modo que lo crio su tío, el predicador Jacob Gerard Staringh, desde que tenía seis años. Estudió en la escuela francesa del maestro Willem Muys (1773-1776) y luego humanidades y la secundaria en Gouda (1776-1782). Completó estudios universitarios de Derecho en Harderwijk y de Botánica en Groningen para administrar su finca de Wildenborch, donde se instaló en 1791. Allí construyó una escuela para que los hijos de los campesinos y obreros pudiesen estudiar. Desde 1797 hasta 1831 ejerció varios cargos políticos y administrativos regionales y nacionales. 
Staring fue un auténtico poeta romántico, uno de los pocos que hubo en lengua neerlandesa. Escribió leyendas y descripciones de la naturaleza en un estilo sentimental y humorístico. Compuso cuatro pequeños volúmenes de poemas, pero destacó especialmente como poeta narrativo ("Ciclo de Jaromir", "Marco" etc.); no fue muy apreciado en su época porque su obra no era fácilmente accesible. Se casó dos veces, y de su segundo matrimonio tuvo al geólogo y técnico forestal Winand Staring Carel Hugo (1808-1877).